# Flugplatz Paoua

i7
i11
i13
Der Flugplatz Paoua (französisch Aérodrome de Paoua, ICAO-Code: FEFP) ist der Flugplatz von Paoua, einer Stadt in der Präfektur Ouham-Pendé im Nordwesten der Zentralafrikanischen Republik.
Der Flugplatz liegt am Nordostrand der Stadt auf einer Höhe von 621 m. Seine Start- und Landebahn ist unbefestigt und verfügt nicht über eine Befeuerung. Der Flugplatz kann nur tagsüber und nur nach Sichtflugregeln angeflogen werden. Er verfügt nicht über reguläre Passagierverbindungen.

## Vorfälle
Am 24. März 2006 stürzte ein Ultraleichtflugzeug direkt nach dem Start am Flugplatz Paoua ab. Das Flugzeug gehörte zur Force Aérienne Centrafricaine, der Luftwaffe der Zentralafrikanischen Republik; beide Insassen starben.